# کلدر
کلدر (به انگلیسی: Kaladar) یک منطقهٔ مسکونی در کانادا است که در انتاریو واقع شده‌است. کلدر ۲۰۸ متر بالاتر از سطح دریا واقع شده‌است.